# Rollingstone (Minnesota)
Rollingstone ist eine kleine Stadt im Winona County, Minnesota, USA. Das U.S. Census Bureau hat bei der Volkszählung 2020 eine Einwohnerzahl von 678 ermittelt.

## Name
Die Stadt liegt auf einem Plateau am Rollingstone River, der für die heutige Stadt namensgebend war. Der Flussname lautet in der Sprache der Dakota Eyan-omen-man-met-pah und bedeutet: Ein Strom, in dem Steine rollen.

## Geschichte
Eine Siedler-Gruppe aus Neuengland begann 1853 mit der Errichtung des Dorfes, die wegen schlechter Planung und Erkrankungen der Siedler scheiterte. Daraufhin verließen die meisten von ihnen den Ort im Jahr 1854.
In den Jahren von 1841 bis 1891 immigrierten mehr als 72.000 Luxemburger nach Amerika. Es waren die Ärmsten der Armen, die Luxemburg verließen. Im Jahr 1856 kamen einige von ihnen aus Godbringen und Heffingen nach Rollingstone und bauten dort Sägewerke auf. In der Zeit dieser Auswanderung wurde Rollingstone zu einem der größten Ort von ausgewanderten Luxemburgern. Entlang der Hauptstraße des Dorfes entstanden Geschäfte und eine römisch-katholische Kirche aus Holz. Ein Postbüro wurde 1860 errichtet. 1869 konnte eine Kirche aus Stein gebaut werden. 1868 erfolgt ein Eisenbahnanschluss durch die Chicago Great Western Railroad. 1920 wurde die Holy Trinity Catholic School gegründet, in der sich heute die Rollingstone Elementary School befindet. In der Stadthalle von Rollingstone befand sich ein Gefängnis, Gerichtssaal, eine Feuerwehrstation und zeitweise ein Geschäft, die 1987 zum Rollingstone Luxembourg Heritage Museum umgewidmet wurde. Noch heute sprechen einige Bürger der Stadt ihre ursprüngliche Sprache und es werden aus Luxemburg stammende Feiern abgehalten.